# Нобилитация
Нобилитация (пол. Nobilitacja, от лат. nobilis — благородный, высокородный, родовитый, знатный, аристократический) — правовая форма включения лица не шляхетского происхождения в дворянское сословие.
В Польше известна с XIII в. Пожалование шляхетства до 1578 г. (до Стефана Батория) производилось польским королём, одновременно являвшемся и великим князем Литовским, и подтверждалось выдаваемыми за его подписью привилегиями (или грамотами) с изображением герба. После 1578 г. пожалование шляхетства по гражданской линии предоставлено было только общему сейму. Оно осуществлялось обнародованием фамилии и внесением её на основании постановления сейма в акты, входившие в собрание законов (Volumina Legum).
Пожалование шляхетства за военные заслуги было предоставлено гетманам, с последующим утверждением общим сеймом. При этом так же выдавались привилегии. С 1775 г. нобилитированный также должен был обладать земельной собственностью. В 1789 г. введена повышенная оплата за диплом на полное шляхетство — 18 000 злотых.
Конституция 3 мая 1791 года допустила возможность нобилитации для мещан. В целом, за всю историю Речи Посполитой было нобилитировано около 1600 человек. Более всего нобилитаций (около 800) произошло в правление Станислава Августа, который кроме этого проводил в обход сейма т. н. «секретные нобилитации». Также нобилитации осуществляли епископы краковские, претендуя на это право как князья Северские, однако в Польше они не признавались вплоть до присоединения княжества.